# Wysoka Góra (Litwa)
Wysoka Góra (lit. ofic. Aukštojas – wysoka, potocznie Aukštasis kalnas – wysoka góra) – najwyższy punkt na Litwie znajdujący się na wzniesieniach w Józefowie. Tereny leśne Migūnai znajdują się około 24 km na południowy wschód od stolicy Litwy – Wilna. Wysokość wzniesienia została ustalona w roku 2004 na 293,84 metra n.p.m. przez specjalistów z Wileńskiego Uniwersytetu Technicznego, przy użyciu odbiorników GPS. Do 2004 roku Józefowa Góra z 293,6 metra n.p.m. była uważana za najwyższą górę Litwy. W roku 1985 litewski geograf Rimantas Krupickas zaczął podejrzewać, że Józefowa Góra nie jest najwyższym wzniesieniem na Litwie, lecz dopiero 19 lat później zostało to udowodnione (według nowych pomiarów Józefowa Góra ma 292,7 m). Wysoka Góra znajduje się 450 metrów na południowy zachód od Józefowej Góry. 
Nowemu wzniesieniu początkowo proponowano nadać nazwę Aukštėjas, czyli imię znanego z litewskiej mitologii boga-stworzyciela świata. Po konsultacjach z językoznawcami, którzy stwierdzili, że końcówka „-ėjas” nie jest właściwa dla nieożywionych obiektów geograficznych, Państwowa Komisja Języka Litewskiego zasugerowała aby wzniesieniu nadać nazwę Aukštujis lub Aukštojas. Na tej podstawie 18 listopada 2005 r. władze rejonu wileńskiego nadały wzgórzu nazwę Aukštojas.